# Темена кост
Темена кост (os parietale) је парна четвороугаона кост која гради средњи део крова лобање. Налази се између фронталне, окципиталне и темпоралне кости.